# سفارة دولة فلسطين لدى فرنسا
سفارة دولة فلسطين لدى فرنسا هي الممثلية الدبلوماسية العُليا لدولة فلسطين لدى فرنسا. تقع السفارة في باريس.